# 旅と鉄道
『旅と鉄道』（たびとてつどう）はイカロス出版（2024年8月現在）が発行している隔月刊の鉄道趣味および旅行雑誌。愛称（略称）はタビテツ。鉄道ジャーナル社により1971年より2009年まで発行されていたが休刊。2011年9月（同年11月号）より版元を変えて再刊行（事実上の復刊）された。

## 概要
鉄道趣味誌『鉄道ジャーナル』の姉妹誌として創刊。鉄道模型や車両実物を中心とした鉄道趣味の視点から編集を行っていた当時の他の鉄道趣味誌や、旅行の目的地を紹介することに力点を置いていた当時の他の旅行雑誌に対して、列車を利用するという視点を取り入れ、出発の時から鉄道という線で結んで旅行の過程そのものを楽しむ新しい旅行雑誌をコンセプトとした。初代編集長は『鉄道ジャーナル』編集長で鉄道ジャーナル社代表取締役の竹島紀元が兼務。文字組は『鉄道ジャーナル』の横書きに対し、当誌は縦書きで数字も漢数字を使用していた。
当初は12月・3月・6月・9月（12月の冬の号が年の起点となる）の15日に発売される季刊誌であったが、1997年以降は年4回の定期号の他に夏・冬2回の増刊号発行が定例化していた。
2007年6月15日発売の「夏の号」（通算167号）誌上において、情報提供の拡大を目指すべく、同年9月から月刊誌としてリニューアルすることが発表され、2007年10月号から判型をAB判からB5判に変更するとともに月刊化された。発売日はこれにより毎月10日に変更し、毎月21日発売である『鉄道ジャーナル』で漏れた情報や、逆に先行情報も掲載できる体制とした。
2007年春の号（同年3月15日発売、通算166号）からは竹島紀元が高齢に伴い『鉄道ジャーナル』に続き宮原正和に編集長の座を譲った。
しかし、折からの出版不況に加えて『鉄道ジャーナル』との差別化が図りがたく、月刊化による活性化を図るも思うように売上が伸びず、2009年1月10日発売の同年2月号をもって本誌は休刊となった。休刊についての公表は2008年12月8日、鉄道ジャーナル社のウェブサイト上、12月10日発売の2009年1月号それぞれにおいて行われた。体制建て直しを図った上でいずれ再開の意思があるとのコメントが添えられたが、結局、鉄道ジャーナル社発行による「旅と鉄道」の復刊は実現していない。その後、鉄道ジャーナル社は2010年に成美堂出版と提携し、『鉄道ジャーナル』についても成美堂出版に発売元が移管されている。
2011年9月21日、元鉄道ジャーナル社所属で旧「旅と鉄道」のデスクも務めたフリーライター芦原伸により、株式会社天夢人編集・朝日新聞出版発行の『旅と鉄道』が創刊し、実質的に復刊。奇数月の21日発売の隔月刊誌となった。なお、誌齢は鉄道ジャーナル社時代を引き継がず第1号から再カウントしているほか、雑誌コードも鉄道ジャーナル社発行のものと朝日新聞出版発行のものでは異なり、誌名は同じであるが、流通上は別の雑誌である。鉄道ジャーナル社側も「現在発行されている雑誌『旅と鉄道』については、鉄道ジャーナル社はいっさい関わっていません」と明言している。
その後、2016年9月に天夢人がインプレスグループ入りしたことに伴い、2017年9月号（同年7月21日発売）より、発売元が朝日新聞出版から同じインプレス傘下である山と溪谷社に変更となった（ただし、山と溪谷社公式サイト内には『旅と鉄道』の情報は一切記載されていない）。発売元変更と同時に朝日新聞出版発行の『旅と鉄道』は2017年7月20日付でバックナンバーも含めてすべて出荷終了（絶版）となり、鉄道ジャーナル社発行の『旅と鉄道』も2010年3月末をもって絶版となっているため、定期刊行物でありながら版元移管以前のバックナンバーの大半が入手不能な状態となっている。
2024年4月1日付けで天夢人がイカロス出版へ吸収合併されたのに伴い版元がイカロス出版となり、2024年8月号から発売日は偶数月21日に変更となっている。また、2024年8月21日発売の同年10月号より誌面をリニューアルし、より「鉄道の旅を楽しむ」「鉄道の旅を通じて、その地域をより深く知る」内容に刷新した。

## 連載・コーナー

### 鉄道ジャーナル社時代
- 種村直樹の汽車旅相談室（2006年6月発刊の「夏の号」をもって、117回の連載終了）
- 花の旅－かわぐちつとむ
- タビテツ探検隊
- イラストルーム（月刊化に伴い終了）
  - 未完成ひとこまマンガ
- 列車旅行ニュース
- 日本列島外周気まぐれ列車－種村直樹（未完）
- みににゅ〜す
- 話題のコンパートメント
  - 旅日記（読者による）（月刊化に伴い終了）
  - 読者の編集会議

## 関連企画
テレビ東京系「ドラマ25」で、2022年1月7日深夜から連続12回で放送のテレビドラマ『鉄オタ道子、2万キロ』では本誌が監修を担当した。本誌編集部が実名で劇中に登場し、収録も実際の編集部で行われている。2022年1月21日発行の『旅と鉄道』3月号では、主演を務めた玉城ティナのインタビューなどをコラボ企画として掲載した。